# توش جذابم
«توش جذابم» (به انگلیسی: Hot in It) ترانه‌ای دی‌جی هلندی تیستو و خوانندهٔ انگلیسی چارلی ایکس‌سی‌ایکس می‌باشد که در ۳۰ ژوئن سال ۲۰۲۲ به‌عنوان چهارمین تک‌آهنگ از هفتمین آلبوم استودیویی تییستو تحت عنوان درایو از سوی موزیکال فریدام و آتلانتیک رکوردز منتشر گردید.